# Saison 10 de Chicago Med
Chronologie
Saison 9
Cet article présente le guide des épisodes de la dixième saison de la série télévisée américaine Chicago Med.

## Distribution

### Acteurs principaux
- Steven Weber (VF : Constantin Pappas) : Dr Dean Archer, co-directeur des urgences
- Marlyne Barrett (VF : Emmanuelle Rivière) : Maggie Lockwood, cheffe des infirmières des urgences
- Jessy Schram (VF : Ludivine Maffren) : Dr Hannah Asher, chirurgienne gynécologique
- Luke Mitchell : Dr Mitch Ripley, urgentiste
- Sarah Ramos : Dr Caitlin Lenox, co-directrice des urgences
- Darren Barnet : Dr John Frost, résident en pédiatrie
- S. Epatha Merkerson (VF : Virginie Emane) : Sharon Goodwin, directrice du Chicago Medical Center
- Oliver Platt (VF : Yann Guillemot) : Dr Daniel Charles, chef de psychiatrie

### Acteurs récurrents
- Brennan Brown (VF : Bruno Dubernat) : Dr Sam Abrams, un neurochirurgien
- Conor Perkins (VF : Joachim Salinger) : Dr Zach Hudgins, résident aux urgences
- Luigi Sottile (VF : Cédric Ingard) : Sean Archer, le fils du Dr Dean Archer
- Ashlei Sharpe Chestnut : Dr. Naomi Howard
- Henderson Wade : Dr. Loren Johnson
- Daniel Dorr : Robert Sullivan
- Alet Taylor : Liliana Wapniarski
- Jeremy Shouldis : Dr. Marty Peterson
- Lorena Diaz (VF : Juliette Croizat) : Infirmière Doris
- Lynnette Li : Infirmière Nancy
- Marie Tredway : Infirmière Trini
- Michael Vaughn Shaw : Technicien rayon-X Mike
- Matthew Isler : Ambulancier Matt
- John Earl Jelks (en) : Dr. Dennis Washington
- Courtney Rioux : Ambulancière Courtney

### Invités
- Rachel DiPillo : Sarah Reese

### Invités deChicago Fire
- Taylor Kinney (VF : Thomas Roditi) : Kelly Severide
- David Eigenberg (VF : Franck Capillery) : Christopher Herrmann
- Christian Stolte (VF : Paul Borne) : Randy « Mouch » McHolland
- Miranda Rae Mayo (VF : Charlotte Corréa) : Stella Kidd
- Daniel Kyri (VF : Mike Fédée) : Darren Ritter
- Jake Lockett : Sam Carver
- Dermot Mulroney : Dom Pascal

### Invités deChicago PD
- Jason Beghe (VF : Thierry Hancisse) : Sergent Henry « Hank » Voight
- Marina Squerciati (VF : Olivia Nicosia) : Détective Kim Burgess
- LaRoyce Hawkins (VF : Daniel Lobé) : Officier Kevin Atwater
- Patrick Flueger (VF : Sébastien Desjours) : Officier Adam Ruzek
- Amy Morton (VF : Françoise Vallon) : Sergent Trudy Platt
- Toya Turner : Officier Yara Page

## Liste des épisodes

### Épisode 1:Courants contraires
- États-Unis /  Canada : 25 septembre 2024 sur NBC / Citytv
- Belgique : 16 mai 2025 sur RTL TVI

- États-Unis : 5.46 millions de téléspectateurs[1]

- Emily Althaus : Jeanine Curtis
- Jesse Luken : Seth Curtis
- Scott Michael Campbell : Gavin Harley
- Chloe Rena Jackson : Zoey
- Elena Marisa Flores : Officier Rosado
- Sarah Brooks : Ambulancière Juliette
- Tiff Abreu : Cassidy
- Penelope Archer : le patient avec l'étiquette verte
- David Abdullah Bittar : Infirmière circulante Warren
- Paige Bourne : la femme avec le gilet de sauvetage
- William T. Brown : Ambulancier Isaac
- Crystal Carlos : le membre de la famille en sanglots
- Ben Cumings : Résident en pathologie Dale
- Seamus Flynn : Ellis Curtis
- Beth A. Johnson : Esther, infirmière de bloc
- Lyric Simone Marseille : la petite fille
- Luis Antonio Mora : Ambulancier Jose
- Cassie Negron : Kelsey Gallicano
- Matt Rockwood : l'homme blessé
- Sarah Ruggles : Ambulancière Yvette
- Destiny Kaya Sloan : Sœur Screen-Ager

### Épisode 2:Chacun son périmètre
- États-Unis /  Canada : 2 octobre 2024 sur NBC / Citytv
- Belgique : 16 mai 2025 sur RTL TVI

- États-Unis : 5.52 millions de téléspectateurs[2]

- Sharif Atkins : Joe Thomas
- Crystal Lee Brown : Gina Thomas
- Marci Miller : Kendall Lange
- Sunkrish Bala : Bryce Lange
- Kevin Chacon : Max Thomas
- Cedric Mays : Dr. Edwin Melvoin
- Ben Marten : Tyler Jacobs
- Janice O'Neill : Deirdre Jacobs
- Melissa Canciller : Infirmière Melissa
- Carlos Rogelio Diaz : Infirmier Hank
- Edwin EdVanzd : Lieutenant Greg Robinson
- Enzo Garcia : Jimmy
- David Krajecki : Sergent de bureau Weiss
- Ayssette Muñoz : Carla
- Leslie Perez : Cadet Inez Herrera
- Theresa Ro : Infirmière Danielle
- Monica Rose Ruiz : Thérapeute respiratoire Maria Garcia
- Shawn Pfautsch : Patrick Dunn

### Épisode 3:L'ère du doute
- États-Unis /  Canada : 9 octobre 2024 sur NBC / Citytv
- Belgique : 23 mai 2025 sur RTL TVI

- États-Unis : 5.33 millions de téléspectateurs[3]

- Dakin Matthews : Art Hubbard
- Ito Aghayere : Elise Thompson
- Mustafa Speaks : Amani Thompson
- Aja Bair : Cindy
- Jeremy Kushnier : l'homme ivre qui chante
- Marc Grapey : Peter Kalmick
- Madison Rojas : John Frost jeune
- Kyle Bernhard : Infirmier Ben
- Brett Bezad : l'homme naïf
- Bill Cranley : Préposé #1
- Sheree Grate : Néonatologue
- Nico Harris : Ian Walcott jeune
- Sammy Melone : Milo
- Rasika Ranganathan : Dr. Asha Mallick
- Les Rodgers : Simon Albrecht
- Helen Young : Beth Nyung

### Épisode 4:Submergées
- États-Unis /  Canada : 16 octobre 2024 sur NBC / Citytv
- Belgique : 23 mai 2025 sur RTL TVI

- États-Unis : 5.44 millions de téléspectateurs[4]

- Natalie Zea : Jackie Nelson
- Devin Kawaoka : Kai Tanaka-Reed
- Beth Lacke : Dr. Margo Collins
- Mustafa Speaks : Amani Thompson
- Josh Braaten : Adam Finley
- Sarah Booth : Tessa Myers
- Marc Grapey : Peter Kalmick
- Spencer Moss : Laura Finley
- Ross Childs : Fred Murray
- Ny' Ajai Ellison : Katie Wilson
- Suzan Fakhoury : Dr. Lily Baker
- Samuel B. Jackson : Officier Dwayne Morris
- Patricia Kane : Infirmière Sandra
- Kayla Kennedy : Ambulancière Kayla
- Jodi Kingsley : Madeline Gastern
- Les Rodgers : Simon Albrecht

### Épisode 5:La nuit d'Halloween
- États-Unis /  Canada : 23 octobre 2024 sur NBC / Citytv
- Belgique : 30 mai 2025 sur RTL TVI

- États-Unis : 6.05 millions de téléspectateurs[5]

- Natalie Zea : Jackie Nelson
- Lilah Richcreek Estrada : Dr. Nellie Cuevas
- Hope Lauren : Lynne Murphy
- Joshua Harto : Ted Kachler
- Ellen Adair : Mary Katherine Trembley
- Courtney Dietz : Olivia Graham
- Tyler Maxwell Renaud : Leo Graham
- Tamara Bodnar : Jane Daniels
- Deveon Bromby : Helen Benson
- Kameron Cleveland : Adolescent défoncé
- Amaury Solano Jr. : Adolescent défoncé #2
- Callder Griffith : Adolescent défoncé #3
- Molly Denninghoff : Connie Trembley
- AJ DePew : l'homme à la tronçonneuse
- Roberto Garcia : Luchador
- Kenzie Luce : l'infirmière
- Thomas Raffaello Manofsky : Cooper Daniels
- Riley Moore : Kyle Benson
- Jamal Neff : le vigile #2
- Kara Reese Rivera : Whitney

### Épisode 6:Au bord du gouffre
- États-Unis /  Canada : 6 novembre 2024 sur NBC / Citytv
- Belgique : 30 mai 2025 sur RTL TVI

- États-Unis : 6.01 millions de téléspectateurs[6]

- Amanda Brooks : Shana Lawson
- Daniel Abeles : Keith Bauman
- Kalyne Coleman : Donna Joseph
- Marc Grapey : Peter Kalmick
- Lucian Zanes : Cody Lawson
- Ahnya O'Riordan : Sylvie Joseph
- Keyon Bowman : Eli
- Karimar Brown : Kathy Bennett
- Bill Cranley : Bill
- Deverin Deonte : Victor Bennett
- Oren Gottfried : Dr. Clifton Gottfried
- Kenneth La'Ron : Ambulancier Kenneth
- Vena Howard : Infirmière Graysen
- Kara Jackson : la femme
- Les Rodgers : Simon Albrecht

### Épisode 7:Le jeu de l'épingle
- États-Unis /  Canada : 13 novembre 2024 sur NBC / Citytv
- Belgique : 6 juin 2025 sur RTL TVI

- États-Unis : 5.98 millions de téléspectateurs[7]

- Natalie Zea : Jackie Nelson
- JoNell Kennedy : Sheryl Russell
- Candice Coke : Nicole Korb
- Ramon De Ocampo : Cole Ramirez
- Evan Gamble : Alex Wright
- Tim Barker : Greg Wright
- Sophia Echendu : Jemma Ramirez
- Kelly Cooper : infirmière Abby
- Shantel Cribbs : Justine
- Dylan Fleming : Ron Phillips

### Épisode 8:Intenses retrouvailles
- États-Unis /  Canada : 20 novembre 2024 sur NBC / Citytv
- Belgique : 6 juin 2025 sur RTL TVI

- États-Unis : 5.86 millions de téléspectateurs[8]

- Hope Lauren : Lynne Murphy
- Logan Miller : Kip Lenox
- Eddie Ramos : Aaron Decembly
- Andrea Bordeaux : Krista Decembly
- Ruby Kelley : Savannah
- Tiff Abreu : Cassidy
- Cassady McClincy Zhang : Ariel Sparkman
- Sarah Brooks : Ambulancière Juliette
- Holly Anspaugh : Erica Bavinger
- David Berman : Ambulancier Corey
- Mel Chude : Gardien de prison Marley
- Maura Gale : la présidente

### Épisode 9:À couteaux tirés
- États-Unis /  Canada : 8 janvier 2025 sur NBC / Citytv
- Belgique : 13 juin 2025 sur RTL TVI

- États-Unis : 6.17 millions de téléspectateurs[9]

- Natalie Zea : Jackie Nelson
- Devin Kawaoka : Kai Tanaka-Reed
- Nicolette Robinson : Tara Goodwin
- Lilah Richcreek Estrada : Dr. Nellie Cuevas
- Tiff Abreu : Cassidy
- Cassady McClincy Zhang : Ariel Sparkman
- Vaughan Reilly : Allie Wingate
- Marc Grapey : Peter Kalmick
- Emily Anderson : Grace
- Clay Blanchette : Facilitateur en gestion des risques
- Vena Howard : Infirmière Graysen
- Shadee Vossoughi : Officier de patrouille

### Épisode 10:Cœurs brisés
- États-Unis /  Canada : 22 janvier 2025 sur NBC / Citytv
- Belgique : 13 juin 2025 sur RTL TVI

- États-Unis : 6.03 millions de téléspectateurs[10]

- Hope Lauren : Lynne Murphy
- Lee Jones : Dr. Justin Morris
- Brendan Hines : Dr. Nicholas Hayes
- Erin Anderson : Lizzy Asher
- Alicia Coppola : Sloane Hunter
- Jason Turner : Powell Hughes
- Victor Turner : Elijah Hughes
- Cathy Bui : Meg
- David Berman : Ambulancier Corey
- Kirsten Chan : la mère
- Casey Hayes : Perfusionniste #1
- Aryan Joshi : Perfusionist #2
- Jin Park : Ambulancier Jin
- Kieran Tu : Clark Lee
- Mari Weiss : Dr. Alana Stano

### Épisode 11:Bloqués dans le métro
- États-Unis /  Canada : 29 janvier 2025 sur NBC / Citytv
- Belgique : 20 juin 2025 sur RTL TVI

- États-Unis : 6.55 millions de téléspectateurs[11]

- Nate Corddry : Thomas Milken
- Jennifer Regan : Lauren Bates
- Anthony Ferraris : Tony
- Randy Flagler : Capp
- Antonella Rose : Ellie Simshaw
- RJ Brown : Jordan
- Erik Odom : Marcus
- Chloe Jo Rountree : Becca
- Ian Foreman : Jacob
- Brian Baker : Bill McCormick
- Jason E. Kelley : Cory
- Danny Fischer : Duffy
- Nick Fondulis : David Mossberg
- Natalie Zea : Jackie Nelson
- Catherine Collier : Meg
- Raquel Davies : Esme
- Aila Peck : Jane Doe / Margaret Simshaw
- Colin Sphar : Scott
- Charles Stransky : Cy

### Épisode 12:In The Wake
- États-Unis /  Canada : 5 février 2025 sur NBC / Citytv

- États-Unis : 6.27 millions de téléspectateurs[12]

- Natalie Zea : Jackie Nelson
- Devin Kawaoka : Kai Tanaka-Reed
- Beth Lacke : Dr. Margo Collins
- Travis Schuldt : Carl Nelson
- Yolonda Ross : Tiffany Brooks
- Marc Grapey : Peter Kalmick
- Tiff Abreu : Cassidy
- Alyssa Goss : Vivian Corrigan
- Eric C. Lynch : William Tompkins
- CCH Pounder : Dr. Eleanor Hess
- Sarah Brooks : Ambulancière Juliette
- Tim Ashby : Brian
- Ariel Bastida : la caissière
- Jake Elkins : Adam O'Rourke
- Kyle A. Gibson : Tim Campbell
- Seth K. Hale : Jake
- Cheryl Hamada : Debby Parker
- Maya Keane : Penny Nelson
- Laurel Krabacher : Diane Campbell
- Maddie Maish : Abby Campbell

### Épisode 13:Take a Look in the Mirror
- États-Unis /  Canada : 19 février 2025 sur NBC / Citytv

- États-Unis : 6.28 millions de téléspectateurs[13]